# جانی هوخرلاند
جانی هوخرلاند (هلندی: Johnny Hoogerland؛ زادهٔ ۱۳ مهٔ ۱۹۸۳) دوچرخه‌سوار اهل هلند است.
از باشگاه‌هایی که در آن رکاب زده‌است می‌توان به تیم دوچرخه‌سواری رومپوت–ندرلانسه لوتری، اندرونی جوکاتولی–سیدرمک، و تیم دوچرخه‌سواری وکانسولیل–دی‌سی‌ام اشاره کرد.